# Nairamdal
Der Nairamdal (mongolisch Найрамдал оргил, Nairamdal Peak; chinesisch 友谊峰, Pinyin Youyi Feng) oder auch Tawan Bogd Uul ist einer der fünf Hauptgipfel des Tawan-Bogd-Gebirgsmassivs im mongolischen Teil des Altaigebirges. Seine Gipfelhöhe beträgt 4082 Meter.
Der auch Freundschaftsgipfel genannte Berg liegt im Dreiländereck zwischen der Mongolei, Russland und China.
Der Gipfel liegt 2,5 km nördlich des Chüiten-Gipfels im gleichen Gebirgsmassiv.